# Бургриден
Бургриден (нем. Burgrieden) — община в Германии, в земле Баден-Вюртемберг. 
Подчиняется административному округу Тюбинген. Входит в состав района Биберах.  Население составляет 3619 человек (на 31 декабря 2010 года). Занимает площадь 21,87 км².

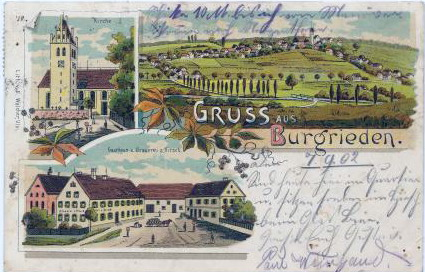
Бургриден